# Rutidoderes squarrosus
Rutidoderes squarrosus is een rechtvleugelig insect uit de familie Pyrgomorphidae. De wetenschappelijke naam is gepubliceerd in 1771 door Linnaeus.